# Šajdíkove Humence
Šajdíkove Humence és un municipi d'Eslovàquia que es troba a la regió de Trnava, a l'oest del país.

## Història
A la part nord-oest de la terra baixa de Záhorská a la conca del riu Myjava i els seus afluents, els Hlavinský i Rybníčková, hi ha una zona de pantans, vorejada a l'est per dunes i al sud-oest per pinedes. La part del districte entre la batllia del comtat Hrušov i la batllia imperial Rákoš, anomenada Humence (Puszta Humencz), pertanyia al cadastre del poble Borský Svätý Peter.
L'any 1788 només hi havia només 16 habitants a la zona. Per el bon cabal dels rius, s'hi van construir quatre molins d'aigua: U Šajdíkov, U Kondola, U Čermákov i U Michálkov, al voltant dels quals els habitants del poble de Borský Svätý Peter primer van construir els primers habitatges. La manca de terres agrícoles adequades als pobles del voltant, i sobretot l'abolició de la servitud l'any 1848, van contribuir a un augmentació de la població de la zona per veïns dels pobles dels voltants, però també per immigrants de més llun. A poc a poc, el carrer que connectava els molins es va urbanitzar. Pertanyia territorialment al poble de Borský Svätý Peter i eclesiàsticament a la parròquia de Borský.
La ruta postal Senica-Dojč-Šaštín i sobretot l'obertura de la línia ferroviaària Trnava-Kúty amb les parades de Kráľovský Majer i Rákoš Humence, construïda l'any 1899, van contribuir al desenvolupament del poble. Finalment el 1927 va rebre l'estatut de municipi independent.

## Demografia
| Godina             | 1994 | 2004   | 2014   | 2024   |
| ------------------ | ---- | ------ | ------ | ------ |
| Nombre de persones | 1060 | 1115   | 1113   | 1089   |
| Diferència         |      | +5,18% | −0,17% | −2,15% |

| Godina             | 2023 | 2024   |
| ------------------ | ---- | ------ |
| Nombre de persones | 1095 | 1089   |
| Diferència         |      | −0,54% |